# ساتسوماسندای ۱۰۱۷۸
سیارک ۱۰۱۷۸ (به انگلیسی: 10178 Iriki، نامگذاری:1996DD) ده هزار و صد و هفتاد و هشتمین سیارک کشف شده‌است که در ۱۸ فوریه ۱۹۹۶ کشف شد.